# دبيق كبادوكي
الدبيق الكبادوكي (باللاتينية: Bupleurum cappadocicum) نوع نباتي ينتمي إلى جنس الدبيق من الفصيلة الخيمية.

## الموئل والانتشار
موطن هذا النوع بلاد الشام وتركيا.

## مرادفات للاسم العلمي
- (باللاتينية: Bupleurum cappadocicum var. oligactis Boiss.)
- (باللاتينية: Bupleurum nebulosum Hausskn. ex Boiss.)